# Bokholt-Hanredder
Bokholt-Hanredder (niederdeutsch: Bookholt-Hanredder) ist eine Gemeinde nordwestlich von Hamburg im Norden des Kreises Pinneberg in Schleswig-Holstein. Die Gemeinde besteht aus den Ortschaften Bokholt, Hanredder, Offenau und Voßloch.

## Politik

### Gemeindevertretung
Bei der Kommunalwahl 2023 erhielt die FWG alle 13 Sitze in der Gemeindevertretung.
Die CDU war zur Kommunalwahl nicht mit eigener Liste angetreten.

### Wappen
Blasonierung: „In Silber ein schräglinker blauer Wellenbalken, begleitet oben von einem linksgewendeten, sitzenden roten Fuchs mit erhobener linker Tatze, unten von zwei aufrechten grünen Buchenblättern.“
In dem 1982 genehmigten Wappen werden die vier Ortsteilen symbolisch dargestellt: Der Fuchs repräsentiert Voßloch, das Fließgewässer Offenau trennt den gleichnamigen Ortsteil vom übrigen Gemeindegebiet. Je ein Buchenblatt steht für die verbleibenden Ortsteile, womit den Namen Bokholt (Niederdeutsch: Buchenholz) und Redder (enger Feldweg zwischen Knicks mit Laubgehölzen wie Buchen) Rechnung getragen wird.

## Verkehr
Bokholt-Hanredder liegt an der L 75, die von Elmshorn nach Barmstedt führt.
Die Gemeinde ist durch die Bahnstrecke Elmshorn–Bad Oldesloe (EBO), die heute zur AKN gehört, mit Elmshorn und Henstedt-Ulzburg verbunden. Die Züge halten am Haltepunkt Voßloch regelmäßig; in Bokholt befindet sich ein Bedarfshaltepunkt. Beide Haltestellen verfügen über einen Bahnsteig neben dem Gleis. Die Haltestellen werden im 30-Minuten-Takt in beiden Richtungen angefahren.
Der Ortsteil Offenau ist mit einer Buslinie mit Elmshorn verbunden.

## Bildung
In Bokholt gibt es eine Grundschule, die allerdings keine eigene Verwaltung besitzt, sondern in Barmstedt verwaltet wird. Weiterführende Schulen befinden sich in den Nachbargemeinden Elmshorn und Barmstedt. Neben der Grundschule befindet sich der Kindergarten Fuchsbau mit nachmittäglicher Betreuung für die Grundschulkinder.